# Yusuke Yada
Yusuke Yada (谷田 悠介 Yada Yūsuke?, nacido el 22 de septiembre de 1983 en Saitama) es un exfutbolista japonés. Jugaba de centrocampista y su último club fue el Kataller Toyama de Japón.

## Trayectoria

### Clubes
| Club            | País  | Año         |
| --------------- | ----- | ----------- |
| ALO's Hokuriku  | Japón | 2006 - 2007 |
| Sagan Tosu      | Japón | 2008 - 2009 |
| Kataller Toyama | Japón | 2010 - 2013 |

## Estadística de carrera

### J. League
| Club            | Año   | J. League | J. League | Copa J. League | Copa J. League | Total | Total |
| Club            | Año   | Part.     | Goles     | Part.          | Goles          | Part. | Goles |
| --------------- | ----- | --------- | --------- | -------------- | -------------- | ----- | ----- |
| Sagan Tosu      | 2008  | 14        | 0         | -              | -              | 14    | 0     |
| Sagan Tosu      | 2009  | 10        | 0         | -              | -              | 10    | 0     |
| Kataller Toyama | 2010  | 20        | 0         | -              | -              | 20    | 0     |
| Kataller Toyama | 2011  | 27        | 0         | -              | -              | 27    | 0     |
| Kataller Toyama | 2012  | 23        | 0         | -              | -              | 23    | 0     |
| Kataller Toyama | 2013  | 7         | 0         | -              | -              | 7     | 0     |
| Total           | Total | 101       | 0         | 0              | 0              | 101   | 0     |